# 상우고등학교
상우고등학교(尙佑高等學校)는 대한민국 경기도 의정부시 의정부동에 있는 사립 고등학교이다.

## 학교 연혁
- 1985년 2월 19일 : 학교법인 재명학원 설립
- 1985년 2월 19일 : 학교법인 재명학원 신종식 이사장 취임
- 2002년 11월 1일 : 학교설립인가 보통과 10학급 (350명)
- 2003년 3월 1일 : 초대 방성호 교장 취임
- 2003년 3월 10일 : 제1회 입학식
- 2006년 2월 16일 : 제1회 졸업식 (졸업생 343명)
- 2013년 3월 8일 : 상우고등학교 야구부 창단
- 2016년 3월 1일 : 경기도형 과학중점학교 지정 및 운영
- 2023년 9월 4일 : 제4대 유기만 이사장 취임
- 2023년 10월 1일 : 제6대 김영애 교장 취임
- 2024년 1월 8일 : 제19회 졸업식(238명)
- 2024년 2월 29일 : 급식실 이전 및 리모델링
- 2024년 2월 29일 : 도서관 이전 및 리모델링
- 2024년 3월 4일 : 제22회 입학식(273명)

## 참고 자료
- 상우고등학교 - 한국교육학술정보원 학교알리미